# Annaberg (Gemeinde Annaberg)
Annaberg ist ein Dorf in der Gemeinde Annaberg im Bezirk Lilienfeld in Niederösterreich.

## Geografie
Das Dorf ist der Hauptort der gleichnamigen Gemeinde und befindet sich am Passübergang (976 m ü. A.) zwischen der Türnitz und dem Lassingbach. Die markante Lage an der Westflanke des Scheiblingberges zeichnet sich dadurch aus, dass sie ab Mittag bis in den späten Nachmittag von der Sonne beschienen wird, wodurch sie sich deutlich von den Lagen in den engen und feuchten Tälern abhebt, die besonders im Winter von einer Nebeldecke eingehüllt werden. Heute liegt das Dorf in der Ortschaft und Katastralgemeinde Annarotte. Durch den Ort führt die Mariazeller Straße B20.

## Geschichte
Wegen der ausgedehnten Nadelwälder trug die Gegend ursprünglich den Namen „Tannberg“; im ausgehenden 12. Jahrhundert waren hier die Herren von Tannenberg ansässig. Durch Schenkung gelangte der Ort im Jahr 1202 an das Zisterzienserstift Lilienfeld, dessen Mönche mit der Rodung des Waldes begannen, Wiesen und Weiden anlegten und am Sattel einen Wirtschaftshof errichtete. Aus dieser Zeit stammt auch die erste, der hl. Anna geweihte Kapelle. Die hierfür angefertigten Statuen von Jesus, Maria und Anna (Anna selbdritt) schmücken noch heute den Hochaltar.
Mit dem immer stärker werdenden Verkehr über den Tannberg und dem Anwachsen der Siedlung wurde diese Kapelle im Jahr 1327 als Steinbau in größerer Form neu errichtet und 1380 zur Pfarre erhoben. In dieser Zeit etablierte sich auch der Name „Annaberg“. Die heutige Kirche stammt in ihren Grundzügen aus der Mitte des 15. Jahrhunderts, wurde aber mehrmals überarbeitet.
Im Jahr 1822 wurde der Ort als Dorf und Amt mit 30 zerstreuten Häusern genannt, das über eine Pfarre und eine Schule verfügte. Die Herrschaft Lilienfeld besaß die Ortsobrigkeit, übte die Landgerichtsbarkeit aus, besorgte die Konskription und hatte die Grundherrschaft inne.

## Sehenswürdigkeiten
- Pfarrkirche Annaberg in Niederösterreich